# Lison (Calvados)
Lison ist eine französische Gemeinde mit 438 Einwohnern (Stand 1. Januar 2022) im Département Calvados in der Region Normandie. Sie gehört zum Arrondissement Bayeux und zum Kanton Trévières.

## Toponymie
Lison leitet sich aus dem romanischen Namen Lisius oder aus dem germanischen Namen Liuso ab und ist von der lateinischen Eigentumsnachsilbe -o/-onis gefolgt.

## Geografie
Lison liegt rund neun Kilometer von Isigny-sur-Mer und 15 Kilometer von Saint-Lô entfernt im Regionalen Naturpark Marais du Cotentin et du Bessin in der Landschaft Bessin.

## Geschichte
Im Zweiten Weltkrieg wurde Lison am 11. Juni 1944 von der deutschen Besatzung befreit.

## Bevölkerungsentwicklung
| Jahr                       | 1962 | 1968 | 1975 | 1982 | 1990 | 1999 | 2007 | 2016 |
| Einwohner                  | 573  | 588  | 515  | 515  | 479  | 453  | 475  | 448  |
| Quellen: Cassini und INSEE |      |      |      |      |      |      |      |      |

## Sehenswürdigkeiten
- Kirche Saint-Georges in neugotischem Stil

## Bahnverkehr
Lison befindet sich an den Bahnstrecken Paris-Cherbourg und Lison-Lamballe. Die letztere Strecke verbindet Rennes mit Caen und somit die Bretagne mit der Normandie. Früher war Lison ein wichtiger Rangierbahnhof, wo bis zu 200 Eisenbahner arbeiteten.

## Persönlichkeiten
- Fernande Albany (1889 in Lison – 1966), Schauspielerin

## Lison in der Kunst
- Lokomotive Lison, in La Bête Humaine (Émile Zola, 1890)